# Anacaena sternalis
Anacaena sternalis är en skalbaggsart som beskrevs av John Henry Leech 1948. Anacaena sternalis ingår i släktet Anacaena och familjen palpbaggar. Inga underarter finns listade i Catalogue of Life.